# Villa Toepffer

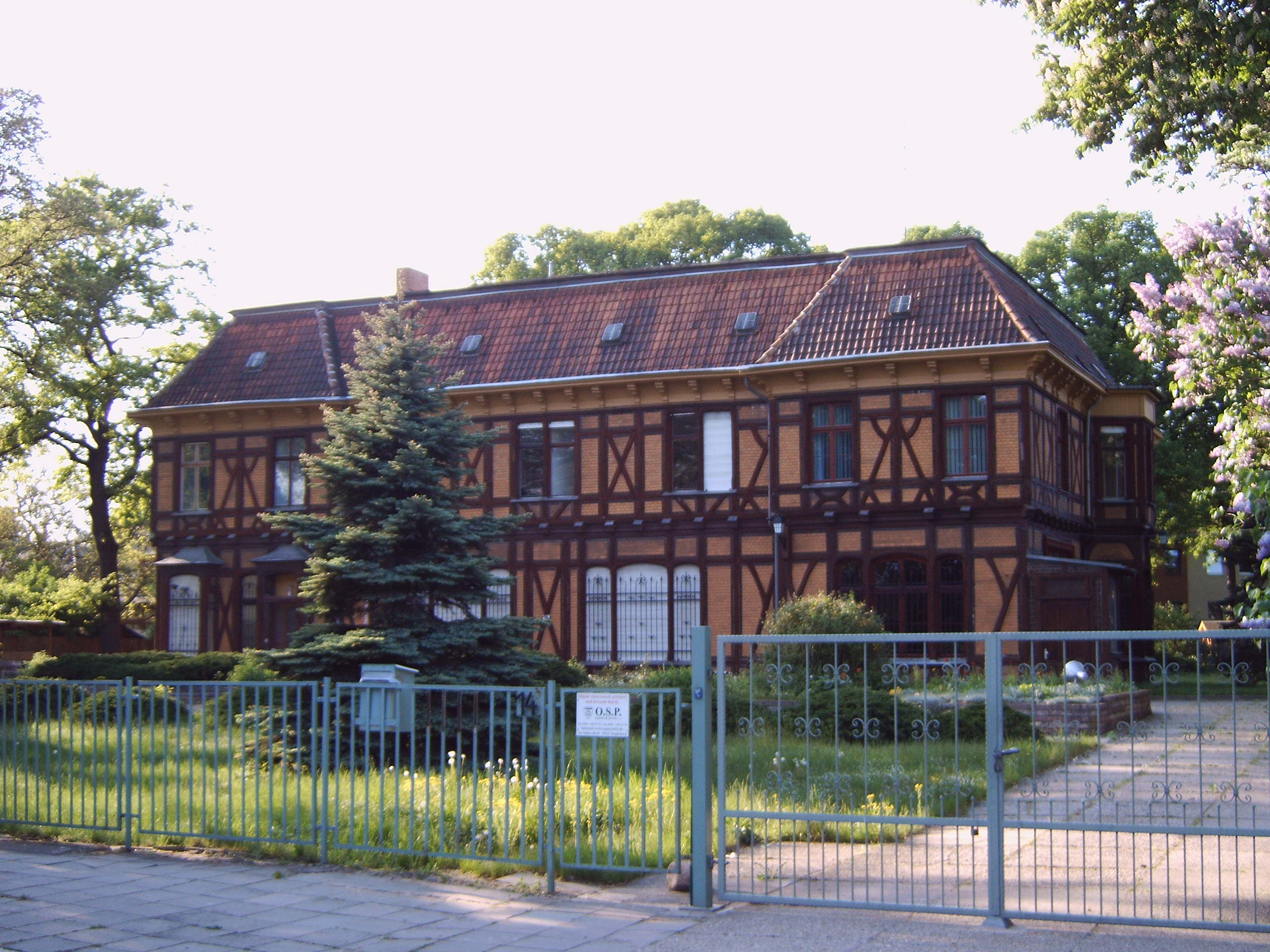
Villa Toepffer

Die Villa Toepffer ist eine zweistöckige Fachwerkvilla im Magdeburger Stadtteil Stadtfeld Ost.
Das repräsentative Gebäude entstand in den Jahren 1885 bis 1891 als Wohnhaus für den Industriellen Richard Toepffer nach Plänen des Architekten Rudolf Vogt. Die Bauausführung lag in den Händen der Magdeburger Bauunternehmer Emil Jaehn und Heinrich Cornelius.
Die Ausführung des Gebäudes in Fachwerkbauweise war durch die Rayonbestimmung der zur Bauzeit noch bestehenden Festung Magdeburg bedingt. Danach mussten Gebäude im Vorfeld der Festung in kürzester Zeit abreißbar sein, um im Kriegsfall der Festung ein freies Schussfeld zu gewährleisten. Einige Jahre später wurden sowohl die Festung als auch die Rayonsbestimmung aufgehoben. Heute sind in Magdeburg nur noch wenige der Rayonhäuser erhalten.
Die Straßenfront der Villenfassade wird durch zwei Risalite an den Seiten begrenzt. Die übrigen Fassaden werden durch verschiedene Erker aufgelockert. Auf der Gebäuderückseite befindet sich eine hölzerne Veranda, die zum Garten führt. Den Hauptraum der Villa bildet eine ehemals prächtig ausgestattete Halle, in der heute noch die Farbverglasung erhalten ist. Eine große Treppe mit einem figürlich gestalteten Geländer führt zu einer Galerie im Obergeschoss. Die hölzerne Dachkonstruktion ist im Innern offen gestaltet. Im Gebäude steht ein Marmorkamin.
Auf dem Dach befanden sich ursprünglich kleine Türme, die jedoch nicht mehr vorhanden sind. Das Fachwerk des Hauses ist mit orangegelben Ziegeln ausgemauert. Das Fachwerk selbst ist verziert mit dem so genannten Wilden Mann und dem Andreaskreuz.
Die Villa war ursprünglich der Straße Sachsenring Nr. 6 zugeordnet, hat heute jedoch die Adresse Liebknechtstraße Nr. 14. Zunächst lag die Villa in dem bereits 1884 durch Paul Viktor Niemeyer angelegten so genannten Toepffers Park. Dieser Park wurde jedoch später weitgehend überbaut. Der Name Toepfferspark einer in der Nähe der Villa verlaufenden Straße erinnert noch an die Anlage.
Nach dem Tode Toepffers im Jahr 1919 diente die Villa in den 1920er-Jahren als Sitz von Freimaurerlogen. Später waren hier Büros untergebracht.
Die heute unter Denkmalschutz stehende Villa, eingetragen im örtlichen Denkmalverzeichnis unter der Erfassungsnummer 094 06348, wird für Veranstaltungen und Vorträge genutzt.